# Joke Hermes
 Joke C. Hermes (* 1. Januar 1961 in Hilversum) ist eine niederländische Medien-, Kommunikations- und Politikwissenschaftlerin. In ihrer Forschungsarbeit widmet sie sich den Cultural und Media Studies mit dem Schwerpunkt der Zielgruppenforschung. Bei ihrer Arbeit als wissenschaftliche Autorin setzt sie sich außerdem mit den Themen soziale und geschlechtliche Ungleichheit in den Medien auseinander.

## Werdegang
Das Abitur absolvierte Hermes in ihrer Heimat Hilversum. Ab 1980 studierte sie Medien- und Politikwissenschaften an der Universität von Amsterdam, wo sie 1993 mit einem Doctor of Philosophy promovierte. Ihr Hauptfokus während ihrer Studienzeit lag auf sozialer Philosophie und Frauenstudien.
Hauptberuflich unterrichtet Hermes seit 2004 an der Hogeschool Inholland in Hoofddorp, Niederlande. Ihr Lektorat der Media und Cultural Studies Medien konzentriert sich auf die Teilnehmer- und Publikumsforschung.
Seit 1997 ist sie Lektorin der Media Studies an der Universität von Amsterdam in den Niederlanden. Dort unterrichtet sie nebenberuflich am Institut für Medienwissenschaften TV und Cultural Studies und betreut Masterarbeiten.

## Wissenschaftliche Arbeit
Mit Pertti Alasuutari (University of Tampere, Finnland) und Ann Gray (University of Lincoln, Vereinigtes Königreich) gründete Joke Hermes 1996 das European Journal of Cultural Studies, welches in einem Turnus von zwei Monaten herausgegeben wird. Das Journal ist eine international anerkannte Zeitschrift, die von Sage London publiziert wird.
Das Magazin publiziert empirisch fundierte Forschungsartikel der Kulturwissenschaften. „European“ bezeichnet den ursprünglichen Ort, an dem die Zeitschrift ihren Ursprung hat und nicht den Umfang der veröffentlichten Arbeit. Joke Hermes versteht die Kulturwissenschaften als das Studium von Praktiken der Sinngebung im Alltag und der Machtverhältnisse, die diese Praktiken ermöglichen und begrenzen. Globale und lokale Medientexte und -praktiken bilden einen wichtigen Teil dieser Praktiken und sind regelmäßig in der Zeitschrift zu finden.

### Reading Women’s Magazines
In dieser Studie untersucht Joke Hermes Frauenzeitschriften aus der Perspektive ihrer Leser. Sie erforscht die Art und Weise, wie Individuen Medienprodukte in ihrem täglichen Leben nutzen, sowie die interpretierenden Repertoires, die sie einsetzen, um Medientexten Sinn zu verleihen.
Joke Hermes bestätigt die Hypothese, dass Frauenmagazine für viele Leser ein Mittel zum Zweck sind, ungenutzte Zeit zu überbrücken. In einzelnen Fällen bieten diese auch Geschichten oder Informationen, die den Leser für eine Weile stärken können. Die Studie bietet sowohl eine detaillierte Analyse eines partizipativen Mediengenres als auch eine ausgezeichnete Einführung in die Rolle der Medien im Alltag von Individuen.

## Publikationen
- Labour and Passion. Introduction to themed section. In: European Journal of Cultural Studies, 18 (2). 111-116. Sage, London 2015.
- Rediscovering twentieth-century feminist audience research. In: C. Carter, L. Steiner & L. McLaughlin (Hrsg.): The Routledge companion to media and gender. 61-70. Routledge, London and New York 2014.
- On stereotypes, media and redressing gendered social inequality. In: Contemporary Readings in Law and Social Justice, 2 (2). 181-187. Addleton, New York 2010.
- Audience studies 2.0. On the theory, politics and method of qualitative audience research. In: Interactions, 1 (1). 111-127. Turpin, New York 2009.
- Review article. Legally Blonde. Developing a research domain at the intersection of law and popular culture. [Review of the books 'Framed: women in law and film & Popular culture and law & Readings in law and popular culture']. In: European Journal of Communication, 24(2), 219-230. Sage, London 2009.
- If you can't join them, beat them. In: Television & New Media, 10 (1). S. 83–85. Sage, London 2009.
- Hidden debates. Rethinking relationship between popular culture and the public sphere. In: Javnost, 13 (4). 27-44. 2006
- The tragic success of feminism. In: J. Hollows & R. Moseley (Hrsg.): Feminism and popular culture. 79-95. Berg, London 2006.

### Monografien
- Re-reading Popular Culture. Wiley, Oxford 2005. ISBN 978-1-4051-4879-5.
- Reading Women's Magazines. An Analysis of Everyday Media Use. Wiley, Oxford 1998. ISBN 978-0-7456-1271-3.

### Wissenschaftliche Artikel
- mit Sacha Hilhorst: ‘We have given up so much’: Passion and denial in the Dutch Zwarte Piet (Black Pete) controversy. In: European Journal of Cultural Studies, 19 (3). 218-233. Sage, London 2016.
- mit Jaap Kooijman: The Everyday Use of Celebrities. In: P. David Marschall & Sean Redmond (Hrsg.): A Companion to Celebrity. 483-496. John Wiley & Sons, New York 2016. ISBN 978-1-118-47501-0.
- mit N. Bakhuisen und L. Bouwmeester: Bottom up verandering, top down aangestuurd. Onderwijskwaliteit en managementcultuur in het hbo. In: Tijdschrift voor Hoger Onderwijs, 33 (4). 59-74. 2015.
- mit Peter Dahlgren: The democratic horizons of the museum: Citizenship and culture. In: Andrea Witcomb & Kylie Message (Hrsg.): The international handbooks of museum studies. Vol. 1. Museum theory. 117-137. John Wiley & Sons: Chichester, West Sussex 2015. ISBN 978-1-118-82905-9.
- mit Annika van den Berg und Marloes Mol: Sleeping with the enemy. Audience studies and critical literacy. In: International Journal of Cultural Studies, 16 (5). 457-473. Sage, London 2013.
- mit Pertti Alasuutari und Ann Gray: The think-tank of American cultural studies. In: European Journal of Cultural Studies, 15 (3). 251-253. Sage, London 2012.
- mit F. Mueller: The performance of cultural citizenship: audiences and the politics of multicultural television drama. In: Critical Studies in Media Communication, 27 (2). 193-208. Routledge, London and New York 2010.
- mit Pauline Borghuis und Christa de Graaf: Digital storytelling in sex education. Avoiding the pitfalls of building a 'haram' website. In: seminar.net. Media, Technology & Lifelong Learning. 6 (2), 234-247. 2010.
- mit David B. Nieborg: What is game studies anyway? In: European Journal of Cultural Studies, 11 (2). 131-146. Sage, London 2008.